# Eugène Mittelhauser

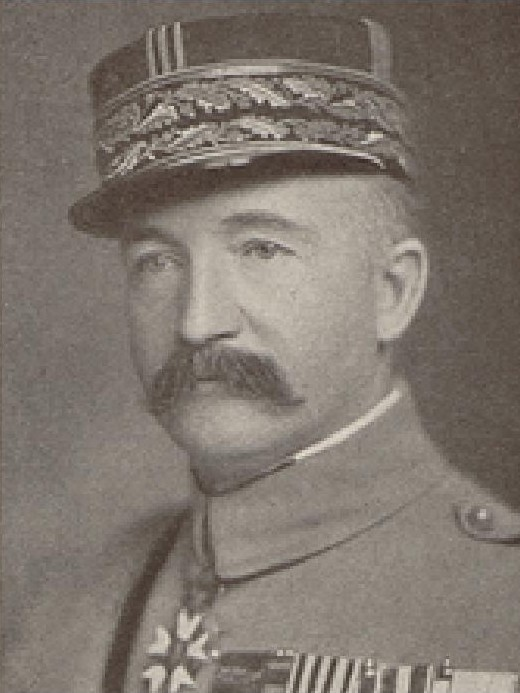
Eugène Mittelhauser

Eugène Désiré Antoine Mittelhauser (Tourcoing, 7 augustus 1873 – Parijs, 29 december 1949) was een Frans generaal. Hij behoorde tot de conservatieve toplaag van het Franse leger. Jonge generaals kwamen noch in Frankrijk noch in de koloniën gemakkelijk aan de top.
Na de Eerste Wereldoorlog werd generaal Mittelhauser naar Tsjecho-Slowakije gestuurd waar hij Maurice Pellé opvolgde als chef-staf van het Franse leger. Er waren veel Franse militairen in die tijd in Tsjecho-Slowakije, dat een nieuwe staat was als gevolg van de verplichte opdeling van Oostenrijk-Hongarije in 1918. Veel militairen van het Tsjecho-Slowaakse leger stapten over naar het Franse leger. Tot 1940.
Mittelhauser kon niet lang van zijn militaire pensioen genieten want in 1939 werd hij teruggeroepen en als hoofd van de militaire missie naar Polen gestuurd. Hij kreeg van de Franse opperbevelhebber Gamelin op 10 mei 1940 de opdracht naar Den Haag te gaan. Op 11 mei 1940 (Meidagen van 1940) bevond generaal Mittelhauser zich in Noord-Brabant. Hij was met drie andere officieren onderweg naar Den Haag om als liaison team op het Algemeen Hoofdkwartier aan de Lange Voorhout te functioneren en de Franse en Nederlandse samenwerking zo te coördineren. Een element van de verkenningseenheid 5.GRDI bestaande uit twee pelotons motorrijders en twee pelotons AMD-178 Panhard pantserwagens kregen opdracht de Franse officieren te escorteren naar Den Haag. Bij de Moerdijkbruggen raakten zij betrokken bij verkenningsactie van Majoor Michon, die een gevechtsgroep van 6.RC (1e DLM) leidde. Toen de formatie van de generaal aangaf dat zij naar Den Haag moesten werd een poging gewaagd om de Duitsers bij Moerdijk aan te vallen. Michon was echter al uren bezig geweest met verkennen rond Keizersveer en Moerdijk en door de Duitsers waargenomen. Die schakelden de Luftwaffe in. Door Duitse bommen kwamen vijf Fransen om het leven en werden de Fransen weggejaagd uit de omgeving van Moerdijk. Mittelhauser diende met zijn staf een andere route te vinden en kon zijn weg vervolgen via de Zeeuwse en Zuid-Hollandse eilanden. Zij kwamen op 14 mei in de late ochtend in Den Haag aan. Voor ze goed en wel waren aangemeld en generaal Winkelman hadden ontmoet, werd deze laatste tot het besluit tot wapenstilstand en capitulatie gedwongen. Mittelhauser en andere buitenlandse militairen ontvluchtten Nederland in de avond van 14 mei via Scheveningen, vanwaar de Hr. Ms. Johanna I hen naar Falmouth bracht. 
Na de meidagen in Nederland werd Mittelhauser aangesteld als Commandant van de Franse troepen in de Levant nadat de aldaar dienende commandant op 18 mei was teruggeroepen naar Parijs om de ontslagen Gamelin op te gaan volgen. Toen hij opperbevelhebber over het Levantleger werd, was kolonel Edgar de Larminat zijn chef-staf.

## Rang
- 2 juli 1915: luitenant-kolonel
- 24 juli 1917: kolonel
- 26 april 1918: brigadegeneraal (tijdelijk)
- 9 november 1920: brigadegeneraal
- 10 januari 1921: majoor-generaal (tijdelijk)
- 6 februari 1926: majoor-generaal
- 10 maart 1928: luitenant-generaal
- 6 september 1931: generaal

## Loopbaan
- 29 september 1917: commandant 1e Marokkaanse infanteriebrigade
- 26 april 1918: commandant 36e Divisie
- 2 april 1919: stafchef Franse militaire missie in Tsjechoslowakije
- 1 november 1921: chef Tsjechoslowaakse generale staf
- 25 november 1925: zonder opdracht
- 3 april 1926: commandant 1e Infanteriedivisie
- 16 december 1926: commandant 29e Infanteriedivisie
- 6 maart 1928: commandant 18e Legerkorps
- 2 januari 1930: commandant 20e Legerkorps
- 17 september 1931: lid Hoge Oorlogsraad
- 7 augustus 1938: buiten dienst
- 2 september 1939: weer opgeroepen; hoofd Franse militaire missie in Polen
- 15 september 1939: reservist
- 14 november 1939: lid Grand Quartier Général
- 16 januari 1940: buiten dienst
- 10 april 1940: weer opgeroepen
- 10 mei 1940: hoofd Franse militaire missie in Nederland
- 24 mei 1940: commandant Levantleger en TOMO (théâtre d'opération de la Méditerranée orientale)
- 16 juli 1940: buiten dienst

In Lauterbourg, waar hij begraven ligt, is een straat naar hem vernoemd: rue du Général-Mittelhauser.